# 3340 Yinhai
A 3340 Yinhai (ideiglenes jelöléssel 1979 TK) a Naprendszer kisbolygóövében található aszteroida. A Bíbor-hegyi Obszervatórium fedezte fel 1979. október 12-én.